# Wanner Miller
Wanner Miller Moreno (Vigía del Fuerte, 22 luglio 1987) è un ex altista colombiano.

## Biografia
Miller ha esordito a livello internazionale con la squadra colombiana nel 2005 e per oltre un quinquennio ha partecipato alle maggiori competizioni sudamericane di atletica leggera, vincendo alcune medaglie a livello locale, come la medaglia di bronzo ai Giochi centramericani e caraibici del 2011 in Porto Rico.

A livello mondiali, Miller ha preso parte ai Giochi olimpici di Londra 2012, arrivando nono in finale.

## Palmarès
| Anno | Manifestazione             | Sede         | Evento        | Risultato | Prestazione | Note |
| ---- | -------------------------- | ------------ | ------------- | --------- | ----------- | ---- |
| 2005 | Sudamericani               | Cali         | Salto in alto | 6º        | 2,05 m      |      |
| 2005 | Panamericani U20           | Windsor      | Salto in alto | 7º        | 2,05        |      |
| 2005 | Giochi boliviariani        | Armenia      | Salto in alto | 4º        | 2,09        |      |
| 2005 | Sudmaericani U20           | Rosario      | Salto in alto | Bronzo    | 2,06 m      |      |
| 2005 | Sudmaericani U20           | Rosario      | Salto triplo  | 5º        | 14,85 m     |      |
| 2006 | Mondiali U20               | Pechino      | Salto in alto | 32º (q)   | 2,05 m      |      |
| 2006 | Sudamericani               | Tunja        | Salto in alto | 5º        | 2,10 m      |      |
| 2006 | Sudmaericani U23           | Buenos Aires | Salto in alto | Argento   | 2,11 m      |      |
| 2008 | Campionati CAC             | Cali         | Salto in alto | 9º        | 2,05 m      |      |
| 2008 | Sudmaericani U23           | Lima         | Salto in alto | Oro       | 2,17 m      |      |
| 2008 | Sudmaericani U23           | Lima         | Salto triplo  | 5º        | 14,54 m     |      |
| 2009 | Campionati CAC             | L'Avana      | Salto in alto | Argento   | 2,19 m      |      |
| 2009 | Giochi boliviariani        | Sucre        | Salto in alto | Argento   | 2,22 m      |      |
| 2010 | Campionati ibero-americani | San Fernando | Salto in alto | Argento   | 2,18 m      |      |
| 2010 | Giochi CAC                 | Mayagüez     | Salto in alto | Bronzo    | 2,19 m      |      |
| 2011 | Sudamericani               | Buenos Aires | Salto in alto | 4º        | 2,17 m      |      |
| 2011 | Campionati CAC             | Mayagüez     | Salto in alto | 5º        | 2,16 m      |      |
| 2011 | Giochi panamericani        | Guadalajara  | Salto in alto | 9º        | 2,18 m      |      |
| 2012 | Campionati ibero-americani | Barquisimeto | Salto in alto | Oro       | 2,28 m      |      |
| 2012 | Giochi olimpici            | Londra       | Salto in alto | 9º        | 2,25 m      |      |
| 2013 | Sudamericani               | Cartagena    | Salto in alto | Argento   | 2,19 m      |      |
| 2013 | Giochi boliviariani        | Trujillo     | Salto in alto | Argento   | 2,16 m      |      |